# Betulina
A betulina é um composto químico terpeno presente no súber da Betula papyrifera e espécies similares. É resistente à água, muito inflamável e praticamente desconhecida fora deste grupo.
Em botânica sistemática, a betulina é taxonômicamente útil ao nível de espécie (O' Connel et al. 1988).